# NGC 5149
NGC 5149 ist eine Balken-Spiralgalaxie vom Hubble-Typ SBbc im Sternbild Jagdhunde am Nordsternhimmel. Sie ist schätzungsweise 255 Millionen Lichtjahre von der Milchstraße entfernt und hat einen Durchmesser von etwa 120.000 Lichtjahren. Gemeinsam mit NGC 5154 bildet sie das isolierte Galaxienpaar KPG 375. 

Im selben Himmelsareal befinden sich die Galaxien NGC 5141, NGC 5142, NGC 5143.
Die Typ-II-Supernova SN 2006by wurde hier beobachtet.
Das Objekt wurde am 1. Mai 1785 von William Herschel entdeckt.